# Gewebelose
Die Einteilung der Lebewesen in Systematiken ist kontinuierlicher Gegenstand der Forschung. So existieren neben- und nacheinander verschiedene systematische Klassifikationen. 
Das hier behandelte Taxon ist durch neue Forschungen obsolet geworden oder ist aus anderen Gründen nicht Teil der in der deutschsprachigen Wikipedia dargestellten Systematik.
Die Gewebelosen (Parazoa), Grant & Todd 1838, sind ein traditionell verwendetes Taxon innerhalb der Tiere (Animalia), das hauptsächlich aus den Schwämmen (Porifera) besteht. Neben diesen sind nur die Placozoa mit deren einziger Art Trichoplax adhaerens inbegriffen. Die Gemeinsamkeiten der Gewebelosen sind, wie der Name schon andeutet, in erster Linie negativ definiert: durch das Fehlen spezialisierter Nerven- oder Muskelgewebe, jeglicher Organe sowie von Basalmembranen zwischen Bindegewebe und Epithel.
Moderne, phylogenetische Systematiken stellen die beiden untergeordneten Taxa nicht mehr zusammen.

## Systematik
Das folgende Diagramm zeigt eine Klassifikation nach herkömmlicher Systematik:
- Vielzellige Tiere (Metazoa)
  - Gewebelose (Parazoa)
    - Schwämme (Porifera)
    - Placozoa

  - Gewebetiere (Eumetazoa)

## Nachweise
1. 1 2  
Rick Hochberg: Evolution and systematics In: Michael Hutchins, Dennis A. Thoney, Neil Schlager (Hrsg.): Grzimek’s Animal Life Encyclopedia - Second Edition - Volume 1 - Lower Metazoans and Lesser Deuterostomes, 2003, S. 7–14, ISBN 0-7876-5362-4